# Incapacidad jurídica
La Incapacidad jurídica es la carencia de la aptitud para la realización del ejercicio de derechos o para adquirirlos por sí mismo.

## Tipos de incapacidad

### Incapacidad de ejercicio
La incapacidad de ejercicio se predica de aquellas personas que no poseen capacidad de ejercicio, que es aquella que permite la representación legal.
La ley priva a las personas físicas de la facultad de obrar por sí misma, declarándolos incapaces. Fundamentándose en la falta o insuficiencia de su desarrollo mental (caso de las personas por nacer, los menores impúberes y los dementes) o la imposibilidad de poder manifestar su voluntad (quienes no pueden darse a entender por ningún método), considerando que el elemento volitivo (voluntad) es básico en la formación de todo acto jurídico.

### Incapacidad de goce
Es aquella que impide ser titular de uno o más derechos determinados. Es siempre relativa o particular, y está establecida expresamente por la ley. Por ejemplo, los padres no pueden contratar a sus hijos menores de edad que se encuentren bajo su patria potestad; el curador respecto de adquirir los bienes de su pupilo.

### Absoluta
En el código civil y comercial actual no se contempla la incapacidad de derecho absoluta, ya que la misma implicaría la muerte jurídica, un esclavo del sistema. Según el código civil y comercial previo la ley priva a las personas físicas de la facultad de obrar por sí mismas, declarándolos incapaces, fundamentándose en la falta o insuficiencia de su desarrollo mental (caso de las personas por nacer, los menores y los dementes) o la imposibilidad de poder manifestar su voluntad, considerando que el elemento volitivo (voluntad) es básico en la formación de todo acto jurídico. Es aquella de que adolecen las personas que, por causas físicas o naturales, carecen de voluntad o no pueden expresarla debidamente. Sus actos son nulos de nulidad absoluta, no producen ningún tipo de obligación. Son absolutamente incapaces: . Los dementes. 2. Los impúberes entre 
otros.

### Relativa de hecho
La incapacidad de hecho relativa implica que aquellos a quienes alcanza, pueden realizar por sí mismos algunos actos jurídicos. menores adultos.

## Derecho romano
Por derecho romano, el mudo y el sordo tenían una incapacidad casi absoluta. Mutum nihil pertinere ad obligationem, natura manifestum est. (L. 1º párr. 14, tit.7, lib. XLIV del Dig.) Y el célebre jurisconsulto Cayo, ocupándose en sus comentarios muy detenidamente en esta materia, dice con mucha claridad, sin dar lugar a ninguna duda: Mutum neque stipulari neque promitlere posse.
Igual sanción tuvo el sordo, pues el que no oye no puede conocer la intención ni la extensión de la obligación en un contrato, cuya fuerza dimana exclusivamente de las palabras con que se formula. Por lo que se ve, no podía ser esta doctrina extensiva al que solo es tardo en oír, sino al que absolutamente no oía nada. El paciente de estas dos enfermedades o defectos se comprende fácilmente que su incapacidad era absoluta.

## Ejercitamiento de los Derechos del Incapacitado

### Tutela
Es el cargo de representación que protege y guarda a los incapaces. 
Las personas sujetas a tutela son: 
- Menores de edad no emancipados sin Patria potestad. Según el grado será curatela o tutela.
- Los incapacitados cuando la sentencia lo haya establecido.
- Los sujetos a la Patria Potestad prorrogada.
- Los menores que se hallen en situación de desamparo.

Personas que pueden ser tutor:
- Cónyuges que vivan con el incapaz.
- Padres y personas designadas por el incapaz.
- Descendientes, ascendientes o hermanos que estime el juez.
- Persona idónea que estime el juez.
- La administración por menores desamparados.
- Personas jurídicas sin fines lucrativos.

Respecto al contenido de la tutela se puede destacar tres aspectos:
- Personal: el tutor vela al tutelado (educa, alimenta, inserción social…).
- Representación: lo representa (salvo en actos que sí pueda realizar).
- Administración: el tutor administra su patrimonio con la diligencia del buen padre de familia, rindiendo cuenta con las autoridades judiciales (Ministerio Fiscal).

#### La tutela se extingue
- Cuando el menor alcanza la mayoría de edad.
- Adopción del tutelado menor de edad.
- Fallecimiento del tutelado.
- Por la concesión al menor de la mayoría de edad.

### Curatela
Es un cargo de asistencia que protege y guarda a:
- Los emancipados cuyos padres están muertos o impedidos.
- Los emancipados.
- Los pródigos.
- Los que tengan sentencia de incapacidad baja.

El curador interviene en actos en los que aquellos no pueden realizar. Si éstos los realizaran unilateralmente, serán actos anulables.